# Saint Marys Falls
Die Saint Marys Falls sind ein Wasserfall bislang nicht ermittelter Fallhöhe im Fiordland-Nationalpark auf der Südinsel Neuseelands. Er liegt im Lauf des Saints Creek, der kurz hinter dem Wasserfall in den Worsley Stream an dessen Mündung in den Lake Te Anau mündet.